# Ehrwald
Ehrwald è un comune austriaco di 2 584 abitanti nel distretto di Reutte, in Tirolo.
Base ideale per escursioni al Seebensee, in 45 minuti si possono raggiungere i più bei castelli della Baviera.